# 요하네스 구텐베르크

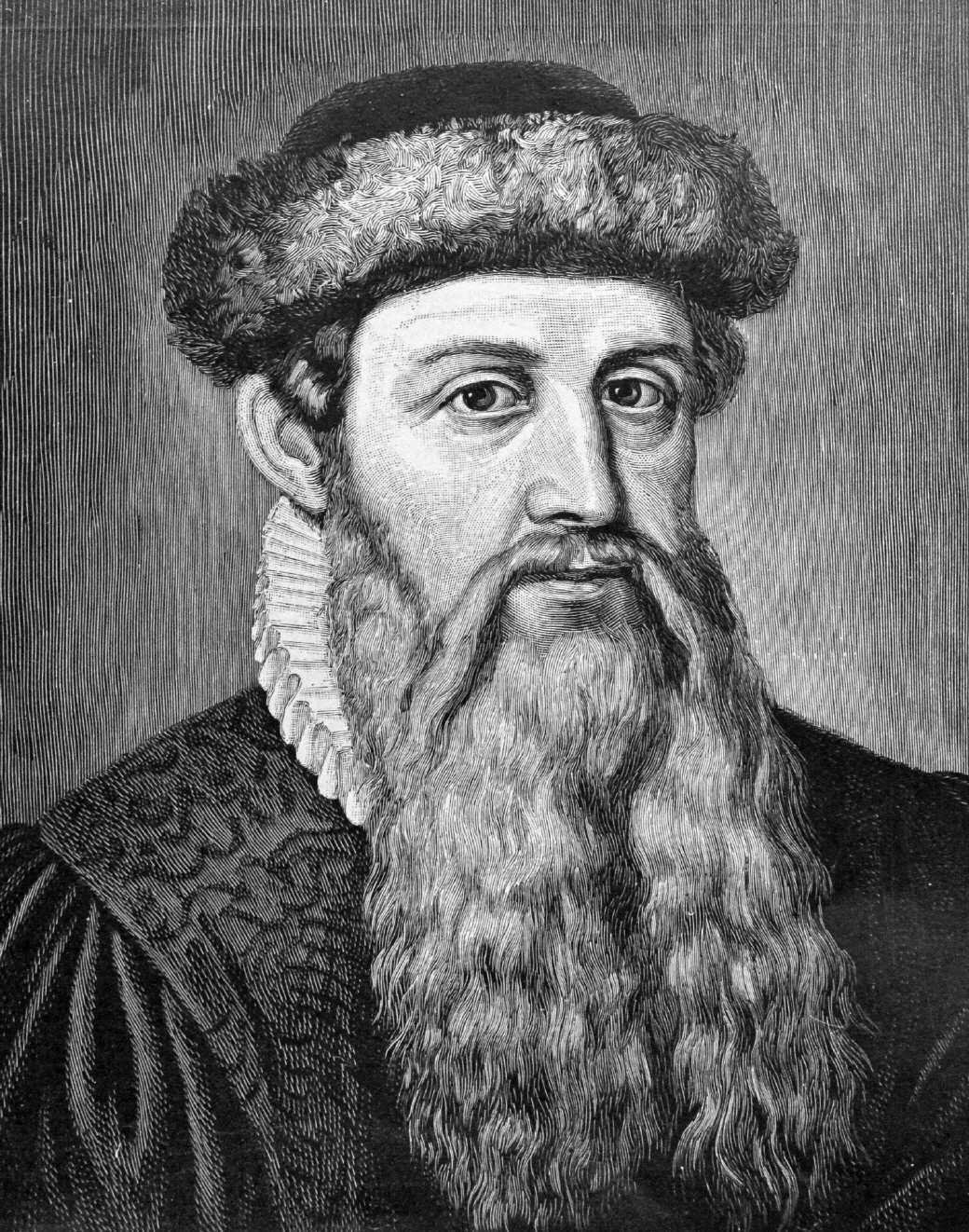
요하네스 구텐베르크

요하네스 겐스플라이슈 추르 라덴 춤 구텐베르크(Johannes Gensfleisch zur Laden zum Gutenberg, 1398년경 ~ 1468년 2월 3일)는 약 1440년 경에 금속 활판 인쇄술을 사용한 독일의 금(金) 세공업자이다. 본명은 요하네스 겐스플라이시(Johannes Gensfleisch)이고, 구텐베르크는 통칭이다.
구텐베르크의 업적은 활자 설계, 활자 대량 생산 기술을 유럽에 전파한 것이다. 그러나 그의 진정한 업적은 이 기술과 유성 잉크, 목판 인쇄기 사용을 결합했다는 점이다. 그는 활자 제작 재료로 합금을 사용하고, 활자 제작 방식으로 주조를 채용하였다.

## 생애
영국 엑슬리에서 만든 구텐베르크 전기에 의하면, 구텐베르크는 1397년 아니면 1398년에 마인츠에서 태어난 것으로 알려진다. 아버지는 지역 하급 귀족이자 직물 상인 프리드리히 겐스플라이시로, 마인츠를 지배하는 대주교 밑에서 돈을 찍어내는 금속 세공 관리로 일했다. 어머니는 상인의 딸이었던 엘제 비르긴이었다. 신분에 맞지 않는 결혼이었기에, 구텐베르크의 작위 세습은 불가능했다.
구텐베르크는 집안 대대로 내려오던 주물, 압축 등의 금속 세공 기술과 지식을 익혔다. 당시 유럽에서는 교회와 세속 권력 간의 주도권 다툼이 있었는데, 다툼에서 지면 추방되었다. 프리드리히 3세의 마인츠 입성 후, 구텐베르크 부친도 시민들에 의해 추방되어 슈트라스부르크에 망명했다.(1411년) 1428년 부친이 세상을 떠나자, 구텐베르크 역시 슈트라스부르크로 이사해 살았다. 전기 작가들은 이때 그의 직업을 상인, 장인 등으로 추정한다. 
이 무렵, 구텐베르크는 다시 금 세공 기술을 바탕으로 금속 활자를 연구하기 시작했고, 1444년경 마인츠로 돌아왔다. 지역 상인 요한 푸스트가 거액을 빌려주어 금속 활자 개발을 지원했기 때문이다. 1448년 금속활자 인쇄에 성공한 그는 마인츠에 인쇄소를 개업하고, 가톨릭교회의 면죄부를 찍어 팔았다. 이후, 고딕 활자를 사용하여 최초로 36행의 라틴어 성서, 즉 <구텐베르크 성서>를 인쇄하였다. 1453년경 다시 보다 작고 발전된 활자로 개량한 후, 2회에 걸쳐 42행의 구약 성서를 인쇄하였는데, 이 책에서 나타난 우수한 인쇄 품질로 그는 호평을 받았으며 이것은 지금까지 전해지고 있다.

## 인쇄한 책
구텐베르크는 다양한 종류의 문헌을 인쇄했는데, 교황의 칙령 등 종교적인 문서가 큰 부분을 차지했다. 1455년에는 각 페이지에 42행이 들어가는 《비블리아 사크라Biblia Sacra》를 인쇄했다. 복사본은 권당 30플로린에 팔렸는데, 이는 일반 점원의 약 3년치 임금이었다. 그런데도 서기가 필사하는 데 1년 이상 걸리는 원고보다 훨씬 저렴한 가격이었다. 사본 중 일부는 발간 후 사람들이 손으로 장식을 꾸며 넣어 판매하기도 했다.

## 파산
구텐베르크가 투자한 돈을 계속 갚지 않자, 1456년 푸스트는 마인츠 대주교에게 소송을 제기한다. 이 소송에서 패한 구텐베르크는 푸스트에게 전 재산을 담보 잡힌다. 인쇄기를 손에 넣은 푸스트는 구텐베르크의 조수 피터 쇠페르를 꾀어 동업과 함께, 자기 딸과 결혼시켜 주겠다고 제안한다. 인쇄 기술을 빼돌리기 위해서였다. 마침내 1457년 푸스트-쇠페르 인쇄소에서 ‘마인츠 시편집’이 출판된다. 이것이  금속활자로 찍어낸 두 번째 작품이다. 푸스트 인쇄소는 인쇄 잉크에 색을 도입하고, 인쇄 연도를 표시하는 등 혁신을 하기도 했다. 이어 푸스트는 유럽에서 가장 큰 도시인 파리에 직접 지점을 내서, 인쇄된 출판물을 공급한다. 단, 며칠 사이 50권의 책이 팔려 나가는 큰 인기를 끈다. 책 수십 권이 쌓여 있는 모습을 본 파리 시민들이 “악마가 만든 책”이라고 교회에 고발하는 해프닝이 벌어지기도 했다. 푸스트는 ‘흑마술 혐의’로 잠시 투옥되었으나, 인쇄 기술을 해명해 곧 풀려났다. 푸스트가 세상을 떠난 뒤 쇠페르는 출판업을 더욱 확장했고, 그 아들 페터 쇠페르 2세는 독일 전역과 이탈리아까지 진출했다. 이로써 쇠페르 가문은 유럽 출판업의 기반으로 자리 잡았다.

## 영향

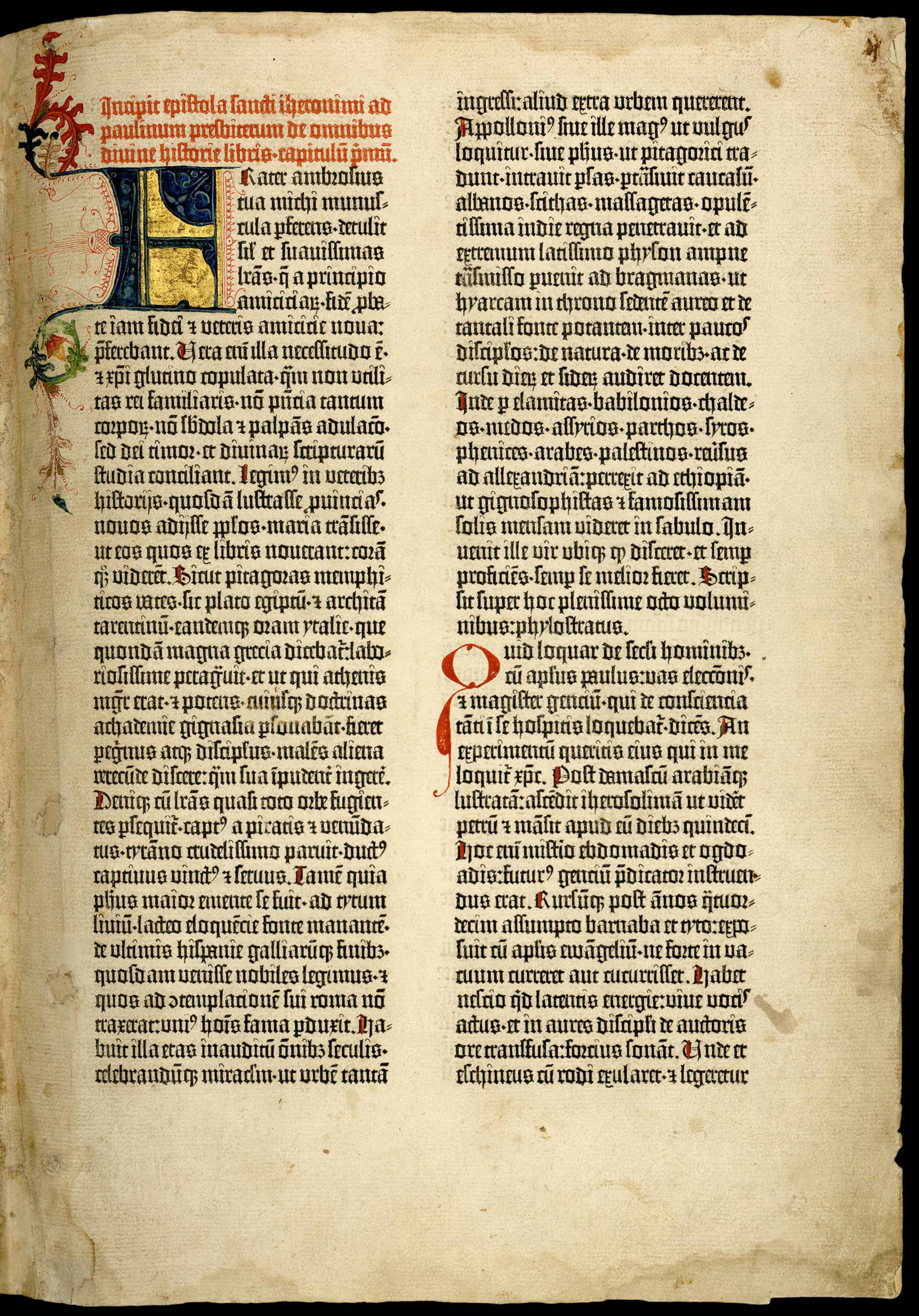
구텐베르크 불가타 성서, 제 1권, 구약성서, 성 히에로니무스의 편지

구텐베르크의 발명은 이후 인류사에 문화적, 사회적으로 엄청난 영향을 끼쳤다. 인쇄술을 통해 유럽 전역에 책이 대량으로 퍼지게 되었고, 이를 두고 정보 혁명이 일어났다고 평가하기도 한다. 르네상스, 종교개혁, 인본주의 운동은 모두 구텐베르크 없이는 "생각조차 할 수 없는" 것이었다. 미국 언론인들은 1999년 구텐베르크를 "밀레니엄의 남자"이자 "세계에서 가장 인정받는 이름들 중 하나"로 선정했다. 같은해 A&E 네트워크 역시 구텐베르크를 서기 제2천년기에서 가장 영향력 있는 인물 1위로 선정했다. 문헌사학자 토마스 프란시스 카터는 후한시대의 종이 발명가 채륜과 구텐베르크를 각각 영적인 부자관계에 묘사하며 그들의 유사성을 조명했다.
인쇄술의 수도는 점차 베네치아로 옮겨갔다. 베네치아에서는 주요 그리스어 및 라틴어 문헌에 대한 접근이 용이했기 때문에 알두스 마누티우스 등 새로운 발간인들이 모여들었다. 결과적으로 구텐베르크의 인쇄술은 르네상스의 밑거름이 되었다. 이 외에 활판 인쇄술은 대중 매체의 한 종류로서의 신문이 탄생하는 데에 기여를 했다.
마르틴 루터는 로마 가톨릭의 면죄부 판매를 비판하기 위해 95개조 반박문을 써서 비텐베르크 성(城) 교회의 문에 붙였다. 이 글은 활판 인쇄술에 의해 대량으로 인쇄되어 두 주 만에 독일 전역에, 두 달 만에 유럽 전역에 퍼졌다. 이후 마르틴 루터는 자신의 신학과 사상을 브로드시트에 인쇄하여 배포하였다. 결과적으로 구텐베르크의 인쇄술이 면죄부 판매를 비판하는 논리를 널리 퍼트려 종교 개혁의 불씨를 지폈다고 할 수 있다.

## 같이 보기
- 구텐베르크 프로젝트